# Sint-Amanduskerk (Moortsele)

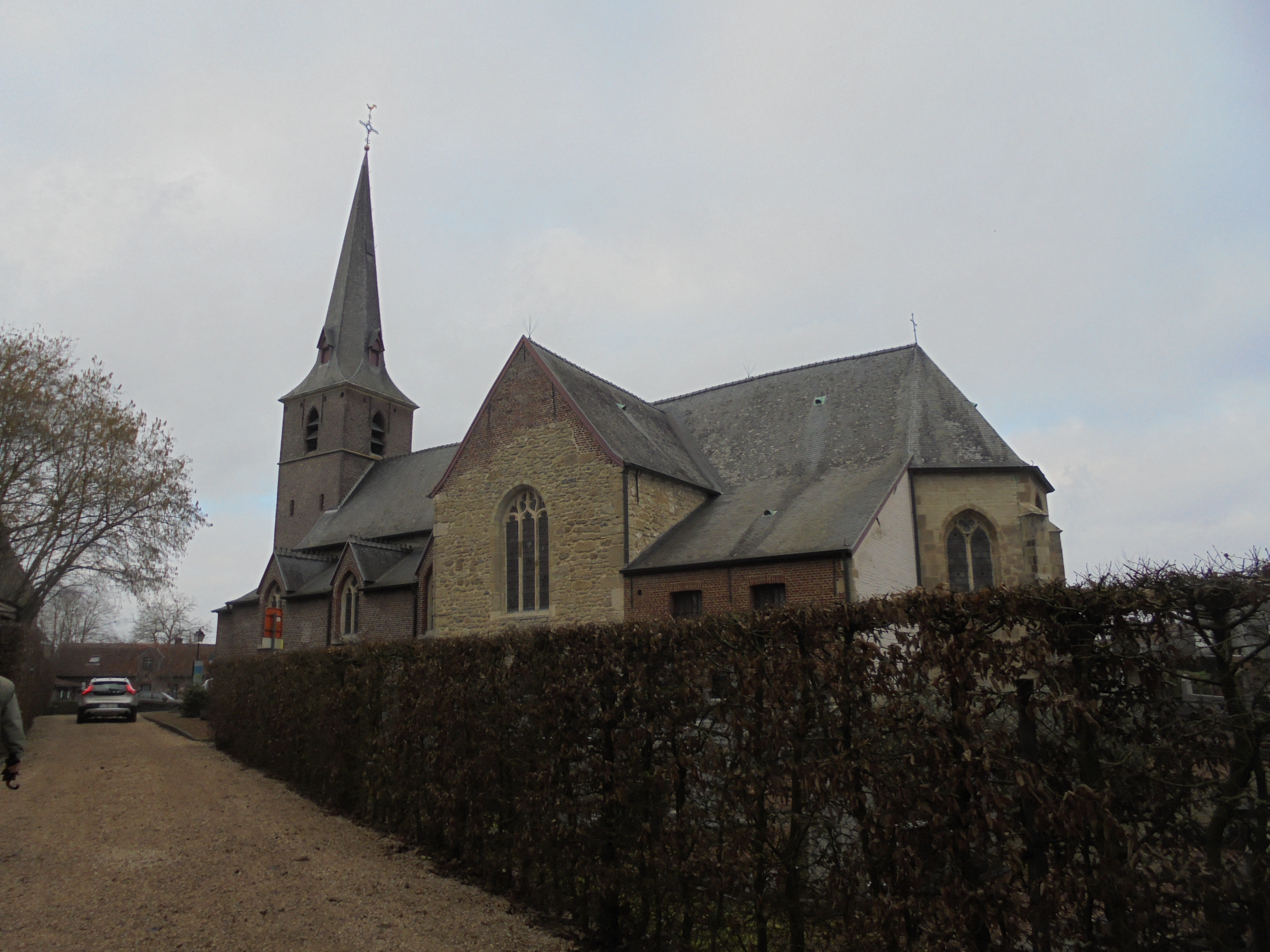
Sint-Amanduskerk

De Sint-Amanduskerk is de parochiekerk van de tot de Oost-Vlaamse gemeente Oosterzele behorende plaats Moortsele, gelegen aan het Sint-Antoniusplein 8.

## Geschiedenis
In 1126 werd voor het eerst melding van een kerk in Moortsele gemaakt. Het patronaatsrecht van deze kerk ging toen over naar de Abdij van Ename. In de 13e eeuw werd de kerk vervangen door een kruiskerk met driezijdig afgesloten koor. Deze kerk werd gebouwd in Balegemse steen. Het koor en de zuidelijke transeptarm zijn nog uit deze periode.
In de 16e eeuw werden verbouwingen in baksteen uitgevoerd. Dit betrof de noordelijke transeptarm en de vieringtoren. Ook in de 17e en 18e eeuw vonden wijzigingen plaats terwijl in 1875, naar ontwerp van Auguste Van Assche, neogotische zijbeuken en een nieuwe westgevel met voorgebouwde toren werd opgericht.

## Interieur
Het schip wordt overkluisd door een gewelf in rococostijl. De kerk bezit een gepolychromeerd houten beeld van Sint-Antonius Abt (mét varken). Uit de 18e eeuw stammen twee portiekaltaren, twee biechtstoelen en het koorgestoelte. Het overig meubilair, waaronder het hoofdaltaar en de kruiswegstaties, zijn 19e-eeuws en in neogotische stijl.